# S・R・ラムゼイ
サミュエル・ロバート・ラムゼイ・ジュニア（Samuel Robert Ramsey Jr、1941年 - ）は、アメリカ合衆国の言語学者。朝鮮語の方言・歴史、日本語の研究のほか、概説書『中国の諸言語』でも知られる。

## 生涯
朝鮮語方言の研究で1975年にイェール大学の博士号を取得した（サミュエル・マーティンの指導）。
ラムゼイは1975年から1984年までコロンビア大学で教えた。その後ペンシルベニア大学を経て、メリーランド大学カレッジパーク校の教授をつとめる。

## 受賞・栄典
- 2013年：大韓民国の文化勲章（宝冠、第三等）を授与された[3]。

## 主な著作
- “Evidence for a consonant shift in 7th century Japanese” (pdf). Papers in Japanese Linguistics 1:  278-295. (1972).

マーシャル・アンガーとの共同発表。中国語中古音で全濁の字が日本の漢音で清音・呉音で濁音になる原因について、中国語で全濁の無声化が起きたとする通説に異を唱え、日本語の音韻が変化したためという説を主張した。
- Accent and Morphology in Korean Dialects: A Descriptive and Historical Study. 탑출판사. (1978)

博士論文を韓国で出版したもの。
- “The Old Kyoto Dialect and the Historical Development of Japanese Accent”. Harvard Journal of Asiatic Studies 39:  157-175. (1979). JSTOR 2718816.
- 「日本語のアクセントの歴史的変化」『月刊言語』第96巻、1980年。
- “Language Change in Japan and the Odyssey of a Teisetsu”. The Journal of Japanese Studies 8 (1):  97-131. (1982). JSTOR 132278.

ラムゼイは、東京型のアクセントの方が京都型のアクセントより古いと主張し、『類聚名義抄』の解釈に変更を求めた。
- The Languages of China. Princeton University Press. (1987). ISBN 069101468X

中国語と中国国内の諸言語に関する概説書。前半は中国語と諸方言、後半はそれ以外の言語について記す。
邦訳：高田時雄ほか 訳『中国の諸言語：歴史と現況』大修館書店、1990年。ISBN 446921163X。
- The Korean Language. State University of New York Press. (2001). ISBN 0791448320

李翊燮と共著。朝鮮語の概説書。
- A History of the Korean Language. Cambridge University Press. (2011). ISBN 0521661897

李基文と共著。史前から現代までの朝鮮語の歴史。